# Karl Erik Bergsten
Karl Erik Bergsten, född 27 juli 1909 i Risinge församling, Östergötlands län, död 17 maj 1990 i Lund, var en svensk geograf.
Bergsten blev filosofie magister 1934, filosofie licentiat 1936, filosofie doktor i Lund 1943 på avhandlingen Ishavsfält kring norra Vättern och docent där samma år. Han var biträdande lärare vid Lunds universitet 1937–1946, professor i geografi vid Göteborgs högskola/universitet 1952–1956 och i geografi, särskilt naturgeografi vid Lunds universitet 1956–1976. Bergsten var redaktör för Svensk geografisk årsbok 1951–1981 och ledamot av styrelsen för Alnarps lantbruksinstitut från 1966. Han invaldes som ledamot av Kungliga Fysiografiska Sällskapet i Lund 1956 och av Det Kongelige Danske Videnskabernes Selskab 1968. Bergsten är begravd på Hällestads kyrkogård i Östergötland.